# Angelfish
Angelfish foi um grupo de rock alternativo criado em Edinburgo, Escócia por membros da banda Goodbye Mr. Mackenzie. Somente um álbum da banda foi produzido em 1994, também chamado "Angelfish"
O clipe da música "Suffocate Me" foi lançado no programa 120 minutes da MTV americana e chamou a atenção do produtor Steve Marker que estava procurando uma vocalista para a banda que pretendia formar com Butch Vig e Duke Erikson. Com a saída da vocalista Shirley Manson para a banda Garbage, o grupo Angelfish foi dissolvido.